# Antonov An-38
O Antonov An-38 é uma versão alongada e melhorada do antigo An-28. É motorizado com dois motores turboélice, projetada pela Antonov em Kiev, Ucrânia. A intenção era substituir aeronaves já ultrapassadas do mesmo tamanho. A produção das aeronaves era realizada em Novosibirsk, Rússia, mas algumas partes cruciais também eram produzidas na Ucrânia e na Bielorrússia. Voou pela primeira vez em 1994, recebendo certificação internacional em Abril de 2000. Um total de 11 aeronaves foram construídas e 6 continuavam em serviço de transporte em Agosto de 2006.

## Projeto
O projeto de produção de uma versão alongada do An-28 iniciou em uma feira de vendas na Índia, no ano de 1989, quando ficou claro que existia um mercado significante para aeronaves similares ao An-28, mas com capacidade para 25 a 30 passageiros. O projeto foi aprovado um ano depois, e foi apresentado no Paris Air Show em 1991 como modelo.
O An-38 é de um projeto similar ao antigo An-28, dispondo da mesma asa e cauda, mas possui uma fuselagem alongada e muitas melhorias, como maior eficiência de combustível, maior conforto nas cabines de passageiros e da tripulação e redução de ruído interno. Junto com essas melhorias, a aeronave pode levar 27 passageiros, graças ao aumento de carga paga máxima para 2500 kg (5500 lbs), além do aumento da velocidade máxima para 405 km/h (250 mph). Partes de seu projeto também permitem operações mais seguras em condições de tempo adversas, instalando um radar meteorológico, sistemas de navegação sofisticados e pneus de baixa pressão, permitindo a operação em aeródromos pouco preparados. Indo mais além, a aeronave não estola facilmente com altos ângulos de ataque, sendo também estável e manobrável com formação de gelo na asa e na cauda.

## Operadores civis
Em Agosto de 2006 um total de 6 Antonov An-38 continuavam em serviço de transporte aéreo, com a Hangard Aviation (2), Mirny Air Enterprise (2) e Vostok Airlines (2).

## Especificações (An-38-100)
- Tripulação: 2
- Capacidade: 27 passageiros
- Carga paga: 2.500 kg
- Comprimento: 15,67 m
- Envergadura: 22,06 m
- Altura: 5,05 m
- Peso básico: 5.300 kg
- MTOW: 9.500 kg

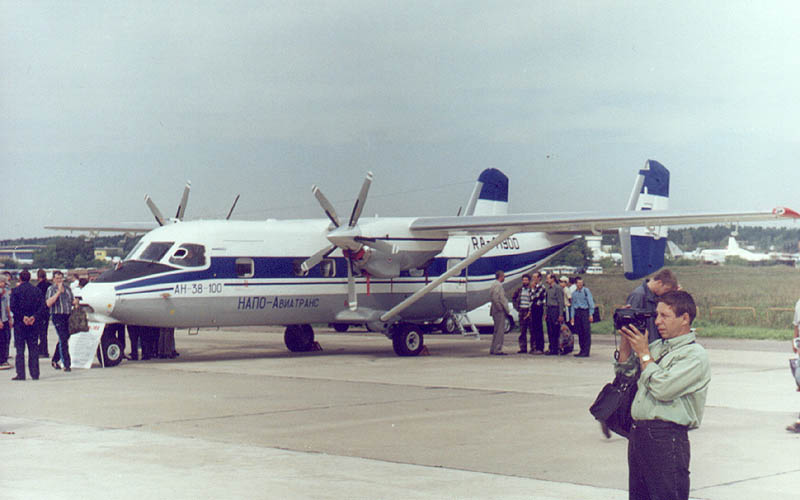

- Motorização: 2x Honeywell TPE331-14GR-801E turboélice
- Potência: 1.118 kW (1.500 shp)
- Velocidade Máxima: 405 km/h (219 kt, 252 mph)
- Velocidade de Cruzeiro: 380 km/h (205 kt, 236 mph)
- Alcance: 1.750 km (944 nm, 1.087 mi)

Fonte Jane's All The World's Aircraft 2003–2004